# Танго нашого дитинства
«Танго нашого дитинства» (вірм. Մեր մանկության տանգոն) — радянський художній фільм 1985 року, знятий Альбертом Мкртчяном, частково заснований на спогадах дитинства самого режисера і його брата, актора Фрунзика Мкртчяна.

## Сюжет
Повернувшись з війни, Рубен залишає родину і йде до жінки, яка врятувала йому життя. Горда Сірануш не може змиритися з цим і робить спроби напоумити Рубена. Безглузді й безпорадні витівки дітей і дружини доводять його до такого стану, що він, остаточно заплутавшись у своїх почуттях, робить необдуманий вчинок…

## У ролях
- Галя Новенц — Сірануш
- Фрунзик Мкртчян — Рубен
- Еліна Агамян — Вардуш
- Азат Гаспарян — Месроп
- Наріне Багдасарян — Рузан
- Самвел Саркисян — Армен
- Ашот Геворкян — Гагік
- Артур Налбандян — Ашот
- Артуш Геодакян — Сероб
- Маргарита Карапетян — Арпенік
- Нонна Петросян — Кнар
- Рубен Мкртчян — Єгиш
- Олександр Оганесян — Зарзанд
- Вреж Акопян — Мелконян
- Каджик Барсегян — слідчий

## Знімальна група
- Режисер — Альберт Мкртчян
- Сценарист — Альберт Мкртчян
- Оператор — Рудольф Ватинян
- Композитор — Тигран Мансурян
- Художник — Рафаель Бабаян